# 白貝雷赫 (日托米爾州)
50°45′23″N 29°28′44″E / 50.75639°N 29.47889°E
白貝雷赫（羅馬化：Bilyi Bereh）是烏克蘭北部的村莊，隸屬日托米爾州的科羅斯滕區。該村處於伊爾沙河畔，始建於1534年，面積0.57平方公里，海拔高度142米，2001年人口74。